# Akhasan-Talsperre
Die Akhasan-Talsperre (türkisch Akhasan Barajı) befindet sich 10 km südwestlich der Stadt Çerkeş in der nordtürkischen Provinz Çankırı.
Die Akhasan-Talsperre wurde in den Jahren 1996–2009 am Elma Deresi, einem linken Nebenfluss des Çerkeş Çayı, errichtet.  
Die Talsperre dient hauptsächlich der Bewässerung einer Fläche von 2253 ha. 
Das Absperrbauwerk ist ein Sand-Kies-Schüttdamm mit Lehmkern. 
Die Dammhöhe über Talsohle beträgt 35,8 m.
Das Dammvolumen beträgt 1,056 Mio. m³.  
Der Stausee bedeckt bei Normalstau eine Fläche von 1,56 km². 
Das Speichervolumen beträgt 16,5 Mio. m³.